# L’Arracheuse de temps
L'Arracheuse de temps ist kanadischer Drama- und Fantasyfilm von Francis Leclerc. 

## Handlung
Im Jahr 1988 macht sich in Saint-Élie-de-Caxton (Gemeinde in Mauricie) ein Elfjähriger Sorgen um das Leben seiner Großmutter. Von Krankheit erschöpft, versucht die greise Geschichtenerzählerin ihren Enkel davon zu überzeugen, dass der Tod nicht mehr existiert. Sie führt ihn zu einem Abenteuer ins Jahr 1927, als eine Dorfgemeinschaft durch den Tod bedroht wurde.

## Produktion
Fred Pellerin schrieb im Jahr 2007 kurz nach dem Tod seines Vaters die Geschichte L'Arracheuse de temps. Im Jahr 2016 gab es erste spruchreife Pläne einer Adaption. Im Januar 2019 war das Drehbuch fertiggestellt. Die ersten Dreharbeiten, die hauptsächlich aus Außenaufnahmen bestanden, dauerten einen Monat und fanden sowohl in Saint-Armand (in Estrie) als auch in Montérégie im Oktober 2020 statt. Der zweite Dreh wurde im April 2021 in Gebieten bei Montreal durchgeführt. Die Premiere fand am 19. November 2021 statt.
Die Produktionskosten wurden auf etwa 7 Millionen US-Dollar veranschlagt.